# Werner Schramm (Künstler)

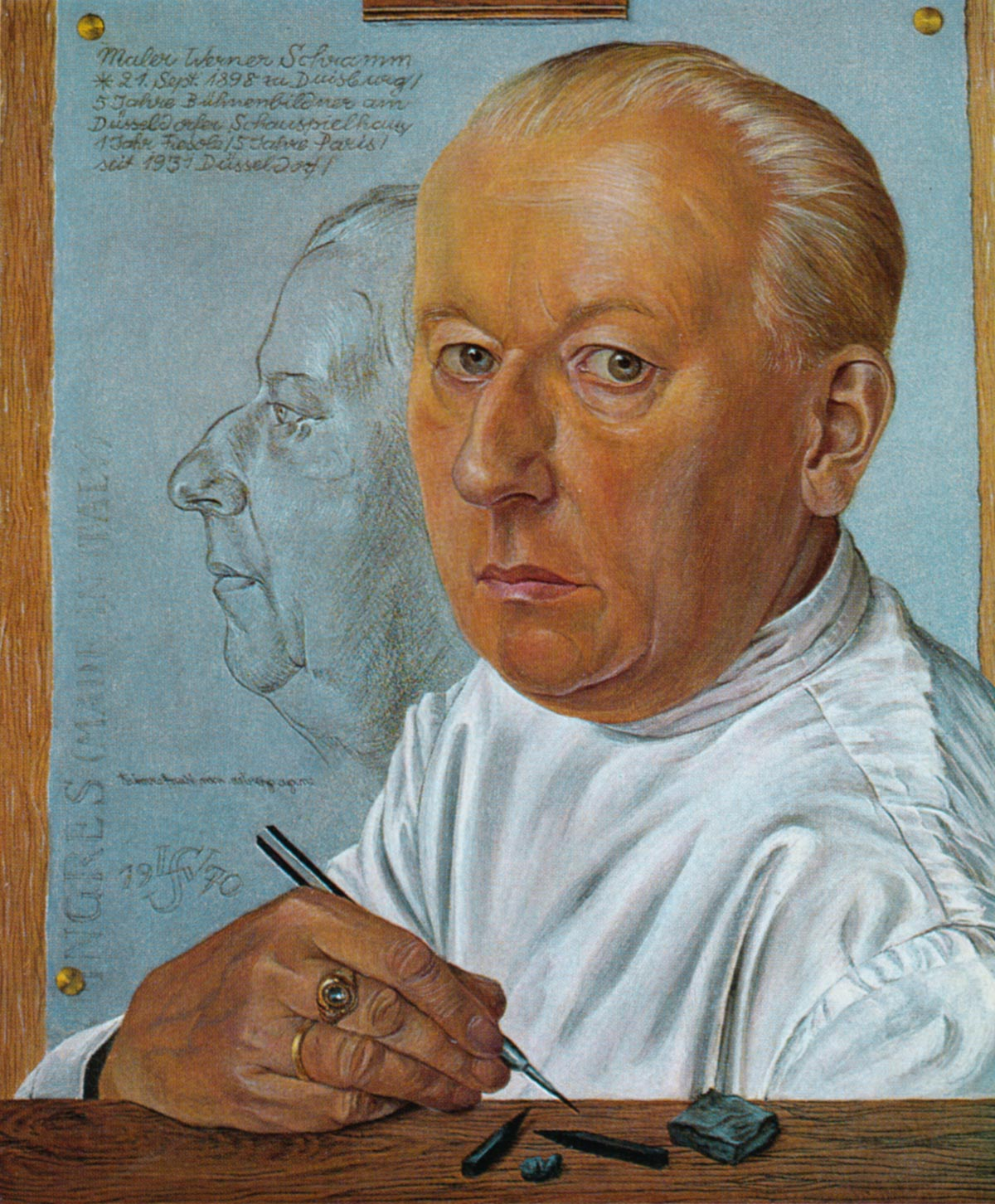
„Selbstbildnis“ von Werner Schramm, 1970

Werner Schramm (* 21. September 1898 in Duisburg; † 24. Juli 1970 in Düsseldorf) war ein deutscher Bildnis-, Figuren- und Landschaftsmaler sowie Bühnenbildner. Er war Mitglied der Künstlervereinigung Das Junge Rheinland, welche zwischen 1919 und 1933 die Interessen der jungen rheinischen Künstlerschaft vertrat und Ausstellungen organisierte. Nach dem Zweiten Weltkrieg gehörte er mit seiner Ehefrau, der Künstlerin Liselotte Schramm-Heckmann, zu der internationalen Künstlergruppe der Peintres de la Réalité, die sich später zum Mouvement Trompe-l’œil/Réalité entwickelte.

## Leben
Werner Schramm war bereits als Schüler künstlerisch tätig. Beispielsweise entstand schon im Jahr 1915 eine Zeichnung des 16-Jährigen, welche Liselotte Heckmann, seine spätere Ehefrau, zeigt. Dieses Werk zeichnete Schramm unter seinem frühen Lehrer Fritz Linde, der später im Ersten Weltkrieg fiel. Da er seinen Zeichenlehrer sehr schätzte, unterstützte Schramm eine Gedenk-Ausstellung und erstellte eine Mappe mit Linoleumschnitten im Gedenken an Linde.
Nach dem Studium an der Kunstgewerbeschule Düsseldorf und der Kunstakademie München arbeitete Schramm von 1920 bis 1922 als Bühnenbildner unter Louise Dumont und Gustav Lindemann am Schauspielhaus Düsseldorf als alleiniger künstlerischer Beirat. 1922 erschien sein Lithographien-Mappenwerk Begegnungen im Verlag der Galerie Alfred Flechtheim, die er Louise Dumont widmete. Ab 1922 war er an Bühnen in Hamborn, Mönchengladbach, Oberhausen und Gladbeck tätig. 1925 beschloss Schramm sich nur noch der freien Malerei zu widmen. Da sich dies nicht mit seiner erfolgreichen Arbeit an der Bühne vereinbaren ließ, gab er diese auf.
1925 heiratete Schramm die Künstlerin Liselotte Schramm-Heckmann und lebte mit ihr von 1925 bis 1926 zu Studienzwecken in Fiesole bei Florenz und von 1926 bis 1931 in Meudon bei Paris. 1931 zog das Ehepaar zurück nach Düsseldorf und stellte in den folgenden Jahren ihre Kunst im In- und Ausland aus. 1937 wurde im Rahmen der deutschlandweiten konzertierten Aktion „Entartete Kunst“ Schramms Mappe „Begegnungen“ mit 12 Lithografien (Galerie Flechtheim, 1922), die nicht dem nazistischen Kunstkanon entsprachen, aus dem Städtischen Kunst- und Gewerbemuseum Dortmund beschlagnahmt und vernichtet. Schramm blieb aber Mitglied der Reichskammer der bildenden Künste. Für die Zeit des Nationalsozialismus ist seine Teilnahme an acht Gruppenausstellungen und drei Einzelausstellungen sicher belegt. 1939 wurde seine Zeichnung Albert Rosenkranz auf der Großen Deutschen Kunstausstellung in München ausgestellt.
Ab 1939 nahm Schramm als Sanitäter der Wehrmacht am Zweiten Weltkrieg teil. Nach der Entlassung aus der Kriegsgefangenschaft zog er 1945 ins Waldecksche, 1948 kehrt er nach Düsseldorf zurück.
Schramm beteiligte sich 1953 in der DDR an der Dritten Deutschen Kunstausstellung in Dresden.

## Werke
Werner Schramm hat schon früh in seinen malerischen und zeichnerischen Gaben eine Verpflichtung gesehen, der zu genügen er sich zeit seines Lebens unbeirrbar bemüht hat. Enttäuscht von der Ausbildung an den Akademien, schloss er sich den Experimenten der Expression und Abstraktion an. Er verzichtete auf seine erfolgreiche Laufbahn als Bühnenbildner und wandte sich gemeinsam mit seiner Frau dem Versuch einer neuen Sachlichkeit zu. Eine in langjähriger Arbeit entwickelte Mischtechnik, in der sich die Möglichkeiten von Tempera, Ölfarbe und Harzessenzlasuren verbinden, ähnlich der von den alten deutschen Meistern benutzten, diente ihm als Grundlage. Diese Technik stand in Wechselwirkung mit der inneren Form seines Schaffens, das der Magie der Realität in Farbe und Zeichnungen galt, und das gegen alle Widerstände des Tages und der Mode von ihm zur Vollendung geführt wurde. Seine malerischen Werke fanden Ergänzung in umfangreichen zeichnerisch-graphischen Werken.
Ausgewählte Werke:
- Der Selbstmörder, 1919,[16]
- Begegnungen. Mappe mit 12 Lithographien, 1921, Lindenau-Museum Altenburg[17][18] und Museum für Kunst und Kulturgeschichte Dortmund[9]
- Szenenentwürfe zur Oper Der Troubadour von Giuseppe Verdi, Stadttheater Mönchengladbach, Aquarell, 1932[19]
- Bühnenbildentwurf zu Eichendorff: Die Freier. Aquarell, 1924–1925, Theatermuseum Düsseldorf[20]
- Kostümentwurf zu Eichendorff: Die Freier, Aquarell, 1924–1925, Theatermuseum Düsseldorf[21]
- Damenbildnis auf dem Pont des Arts, 1930, Tempera, Economou Collection, Athen[22]
- Heinefeld, Aquarell, 1933, 20,9 × 30,8 cm, Stadtmuseum Landeshauptstadt Düsseldorf
- Rheinfront, 1935, Liu Haisu Art Museum Shanghai[23]
- Bildnis Ernst Stoltenhoff, Tempera, 1936, 65 × 50 cm, Archiv der Evangelischen Kirche im Rheinland
- Bildnis Annemarie Schwietzke, Tempera, 1937
- Kermess in Lohausen, Tempera, 1948, 34,5 × 45 cm, Albertinum Dresden[24], Institut Mathildenhöhe Darmstadt
- Bildnis des Malers Cornelius Wagner, Tempera, 1951, 46 × 38 cm, Künstlerverein Malkasten
- Bildhauer Peter Stammen, Kreide, 75 × 60 cm, 1952, Albertinum Dresden[25]
- Réplique des Bildnisses Albert Rosenkranz, Tempera, 1955, 50 × 40 cm, Schloßparkmuseum Bad Kreuznach
- Bildnis Rudi vom Endt, Tempera, 1967, 47 × 39 cm, Künstlerverein Malkasten
- Bildnis Walther Groz, Tempera, 1969, Galerie Albstadt
- Lis orangés (Feuerlilien)[26]
- Unsere schönsten Jahre, Tempera, 1967, 41 cm × 33 cm[27]

## Veröffentlichungen
- Otto Brües, Maximilien Gauthier: Werner Schramm und Liselotte Schramm-Heckmann. Henn, Ratingen 1965, ISBN 978-3-929944-99-0.
- Werner Schramm: Begegnungen II. 20 Bildnis-Zeichnungen. Düsseldorf, ca. 1970.
- Liselotte Schramm-Heckmann, Otto Brües: Werner Schramm und Liselotte Schramm-Heckmann. Henn, 2. Auflage. Ratingen 1976, ISBN 978-3-929945-07-2.
- Liselotte Schramm-Heckmann, Ilka Kügler: Werner Schramm, Liselotte Heckmann – Bühnenbilder und Figurinen 1920–1925. Düsseldorf 1991, ISBN 978-3-929945-04-1.